# Malá Vrbka
Malá Vrbka (německy Klein Wrbka) je obec v okrese Hodonín v Jihomoravském kraji. Leží pět kilometrů jihozápadně od Velké nad Veličkou. Žije zde 161 obyvatel.

## Historie
První písemná zmínka o obci pochází z roku 1401.

## Obyvatelstvo
| Rok            | 1869 | 1880 | 1890 | 1900 | 1910 | 1921 | 1930 | 1950 | 1961 | 1970 | 1980 | 1991 | 2001 | 2011 | 2021 |
| -------------- | ---- | ---- | ---- | ---- | ---- | ---- | ---- | ---- | ---- | ---- | ---- | ---- | ---- | ---- | ---- |
| Počet obyvatel | 263  | 300  | 303  | 344  | 378  | 375  | 349  | 380  | 365  | 323  | 292  | 241  | 213  | 200  | 150  |
| Počet domů     | 60   | 65   | 72   | 74   | 76   | 81   | 85   | 93   | 87   | 80   | 80   | 88   | 90   | 89   | 86   |

## Obecní správa

### Obecní symboly
Znak a vlajka byly obci uděleny rozhodnutím předsedy Poslanecké sněmovny Parlamentu České republiky dne 25. března 2005.

## Pamětihodnosti
- Zvonice

## Galerie

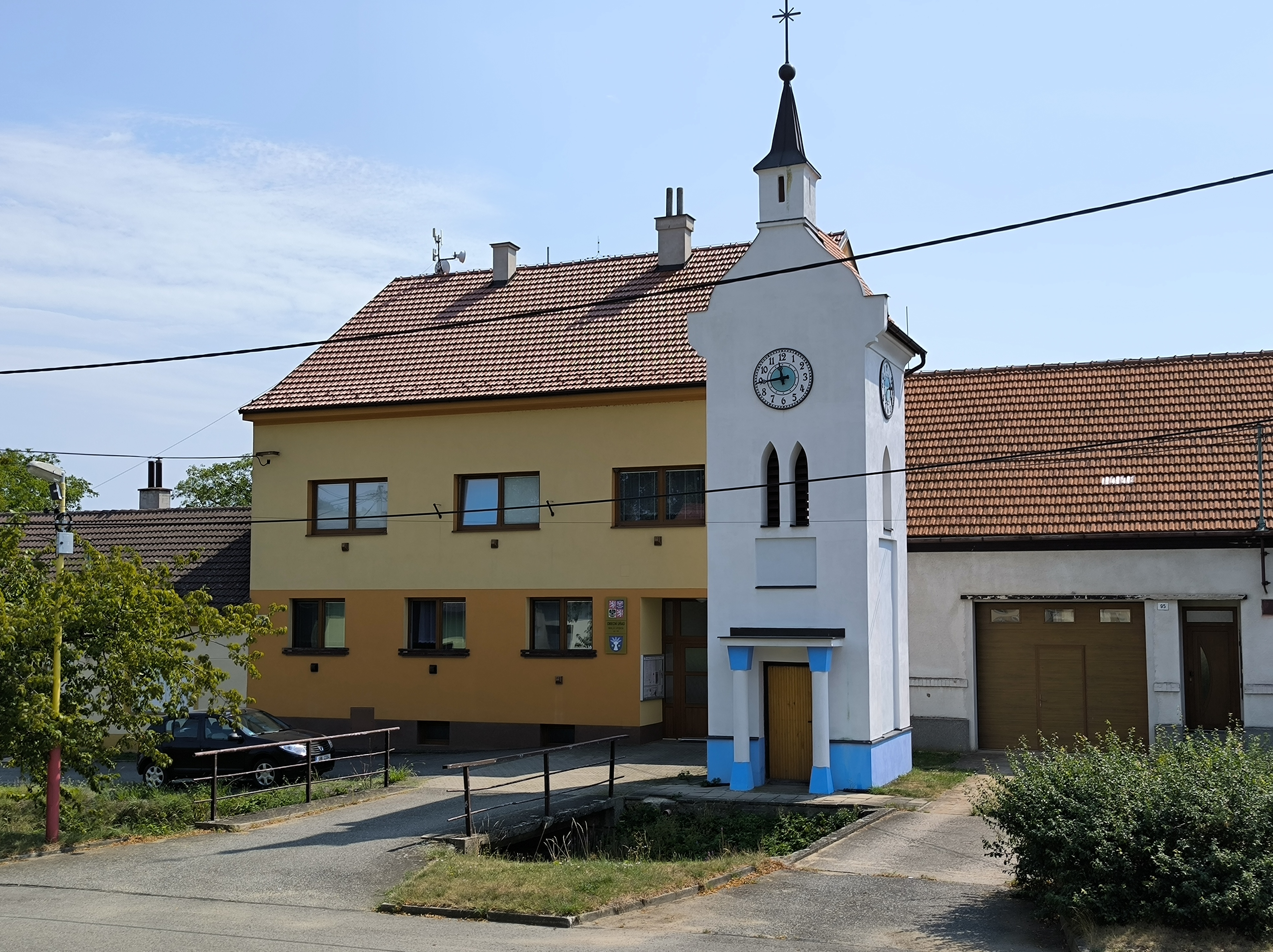
Obecní úřad a zvonice
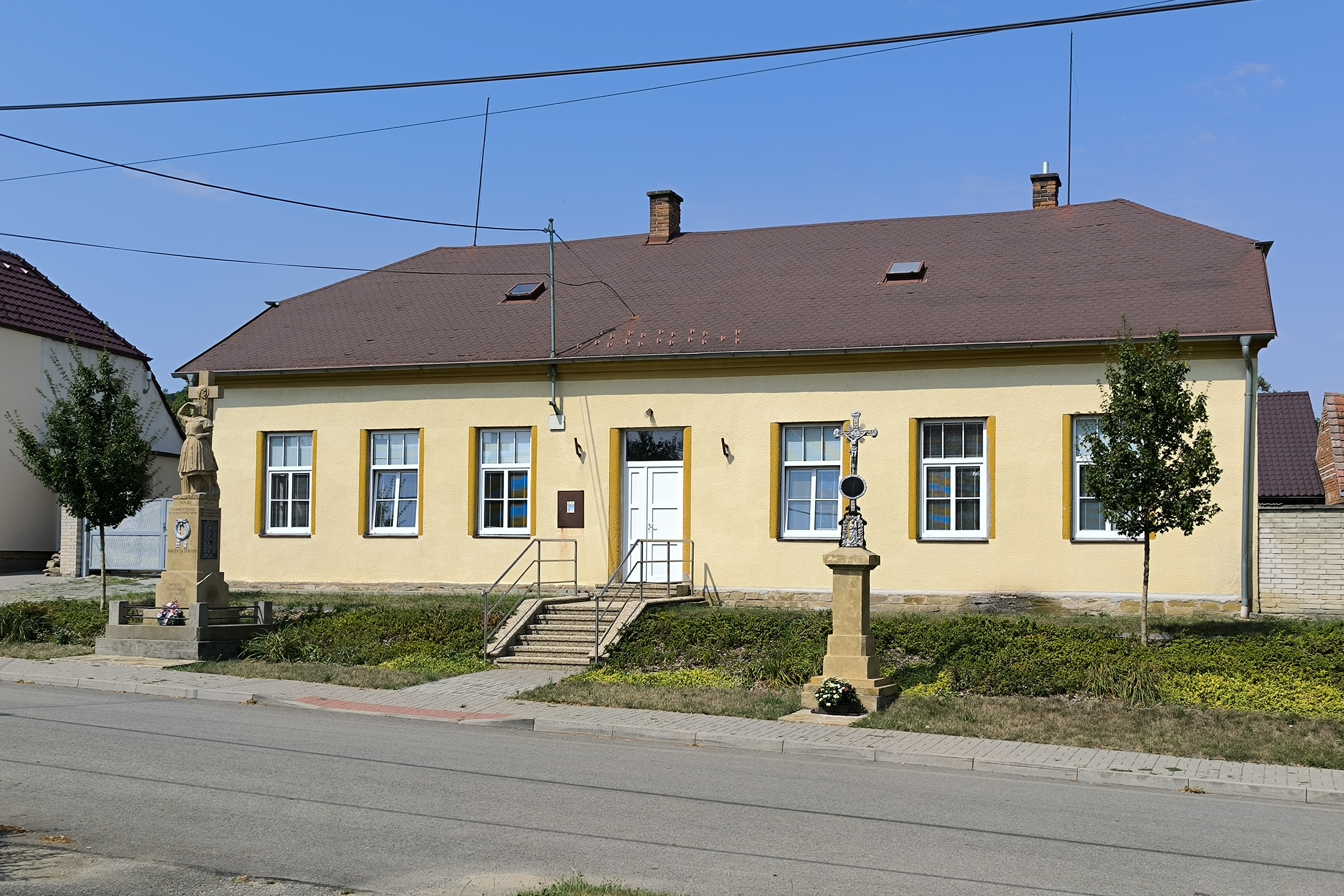
Bývalá škola čp. 73
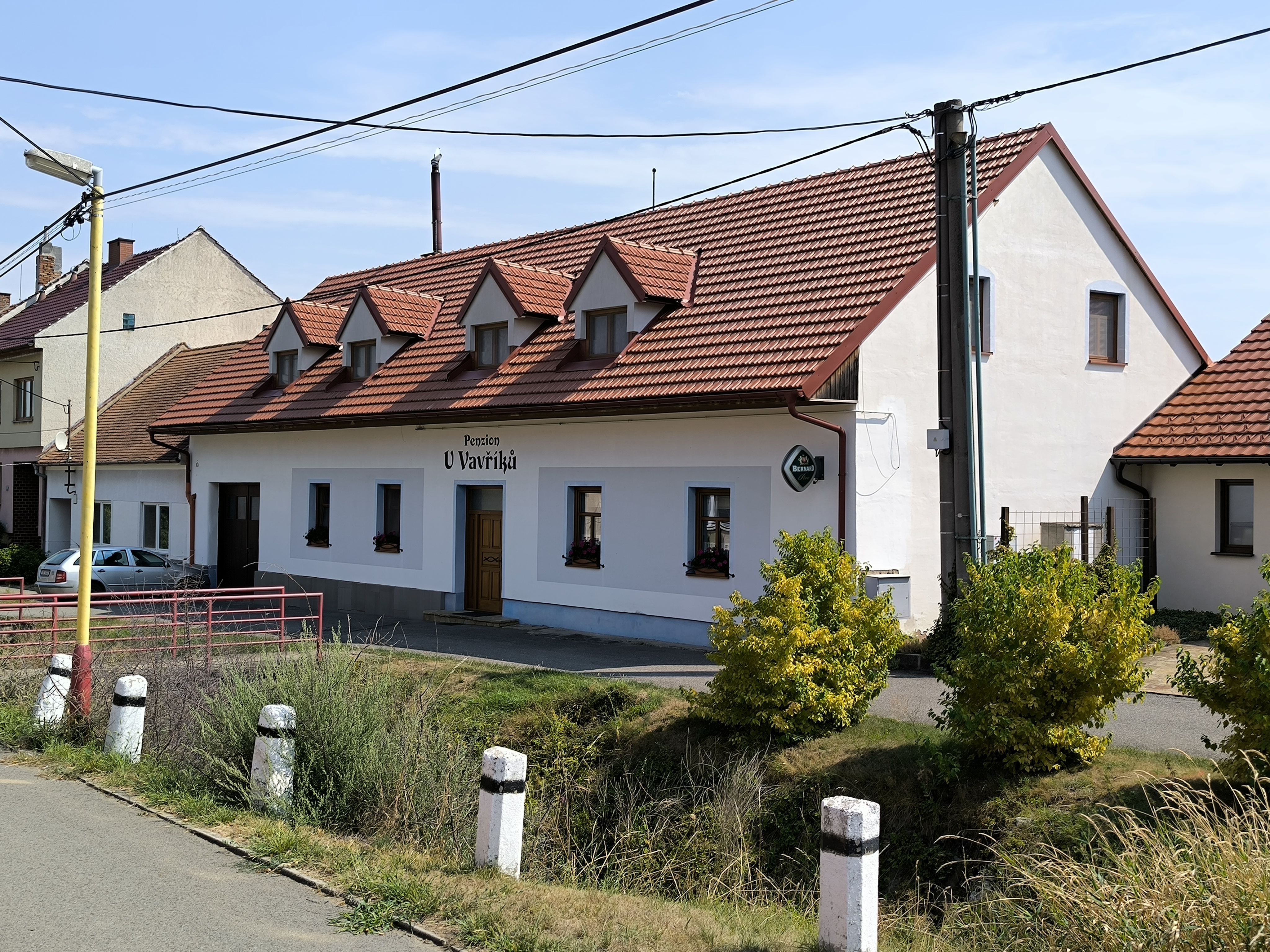
Penzion U Vavříků
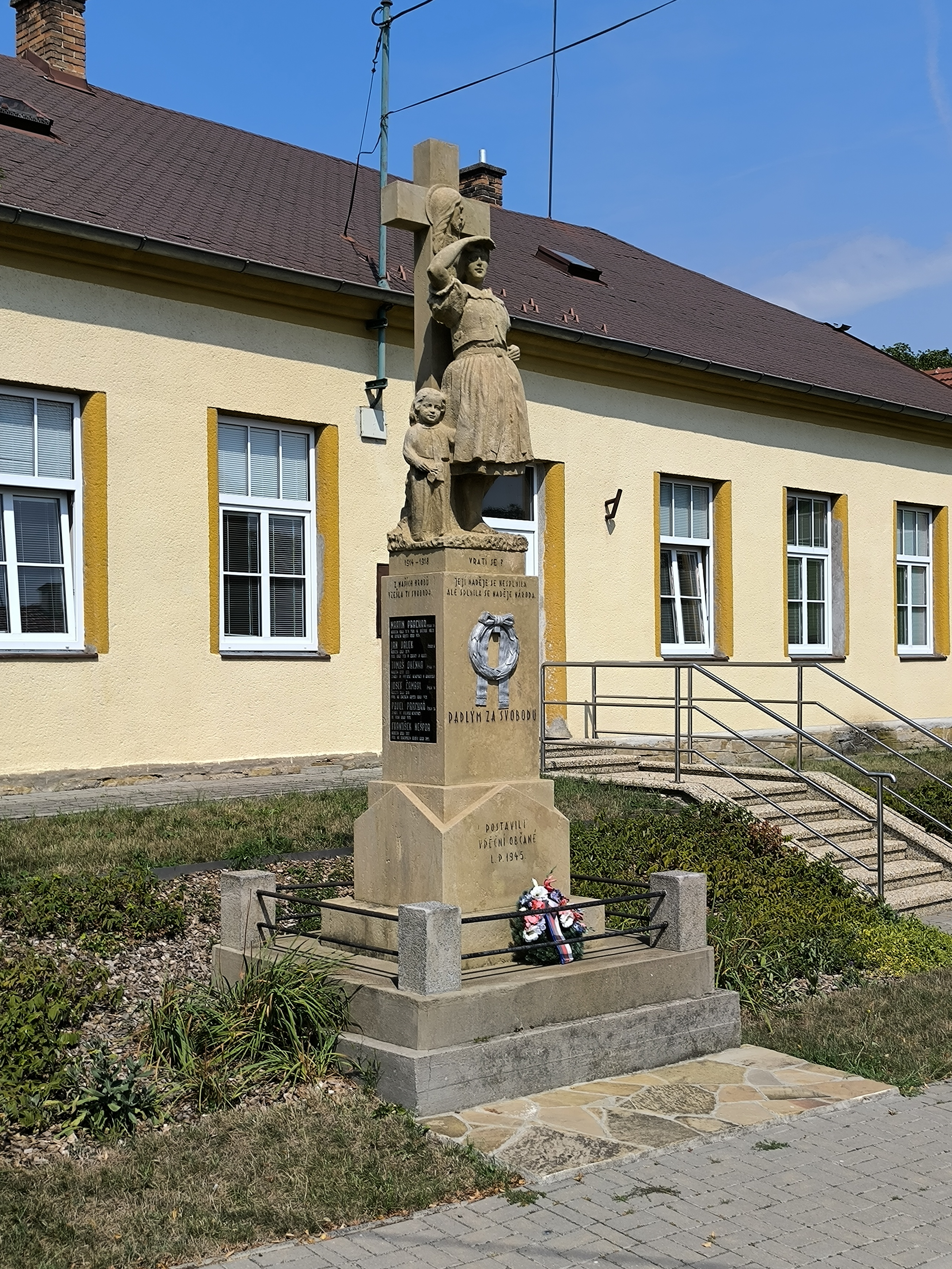
Pomník obětem I. světové války
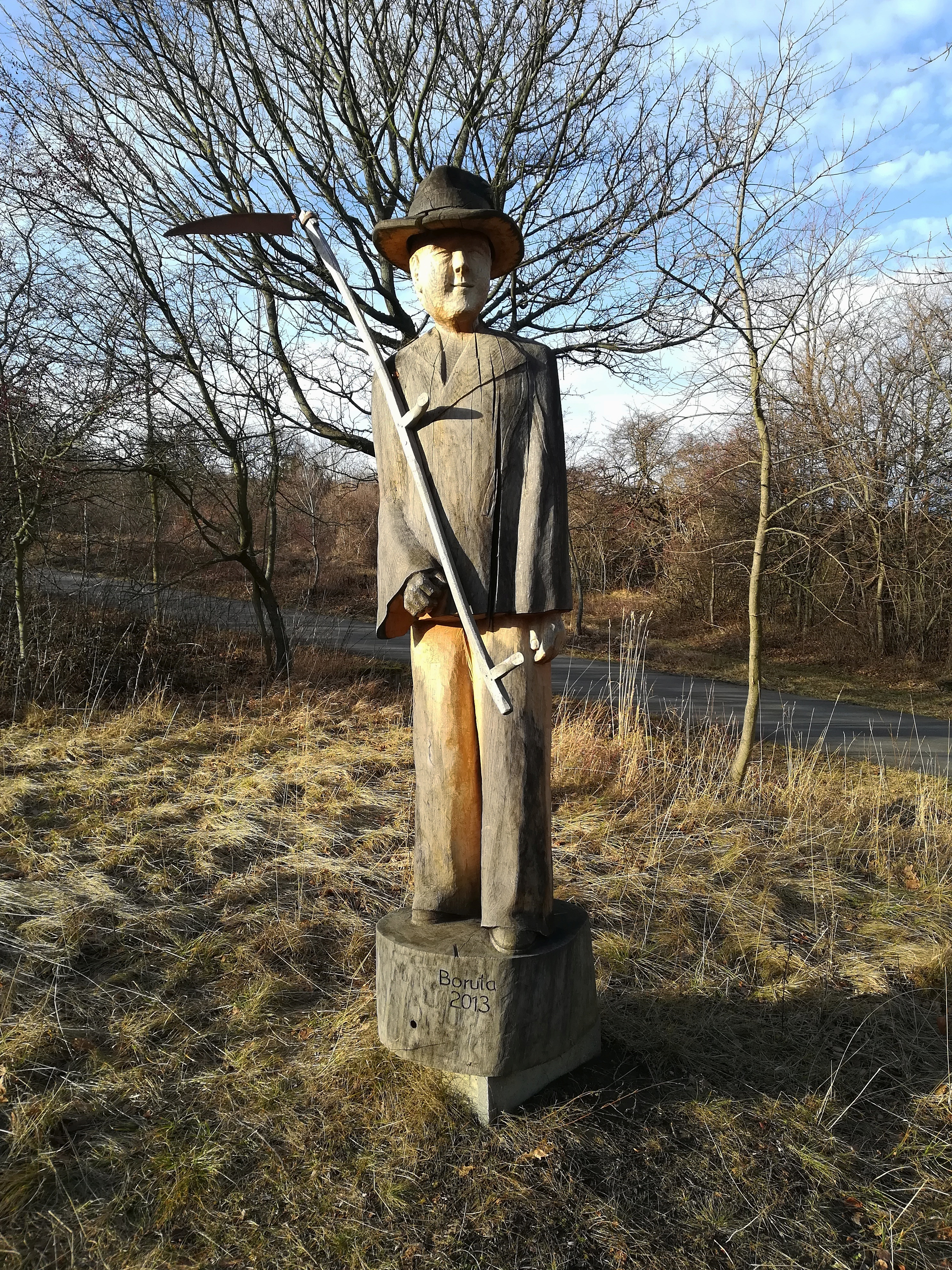
Socha sekáče v loukách nad obcí

## Osobnosti
- František Okénka (1921–2018), folklorista a pedagog